# Zola amplificata
Zola amplificata är en fjärilsart som beskrevs av Walker 1861. Zola amplificata ingår i släktet Zola och familjen mätare. Inga underarter finns listade i Catalogue of Life.